# Ivans Ribakovs
Ivans Ribakovs (ros. Иван Рыбаков, Iwan Rybakow; ur. 22 marca lub 29 czerwca 1960) – łotewski nauczyciel i polityk rosyjskiego pochodzenia, od 2002 poseł na Sejm. 

## Życiorys
Kształcił się w szkole średniej w Jeziorosach na Litwie. W 1982 ukończył studia w Dyneburskim Instytucie Pedagogicznym ze specjalizacją w nauczaniu matematyki i fizyki. Po krótkim okresie pracy na terenie Rosji związał się z Rzeżycą, gdzie pełnił funkcję inspektora wydziału oświaty ludowej (1983–1984), a także dyrektora szkoły średniej nr 4 (1984–1985) i nr 2 (1986–2002). 
Sprawował mandat radnego Rzeżycy z ramienia ugrupowania O Prawa Człowieka w Zjednoczonej Łotwie (PCTVL), a także zastępcy burmistrza miasta. W wyborach w 2002 został po raz pierwszy posłem na Sejm z listy PCTVL. W latach 2006 i 2010 uzyskiwał reelekcję z ramienia Centrum Zgody. Był członkiem Partii Zgody Narodowej. W wyborach w 2014 został ponownie posłem jako kandydat Socjaldemokratycznej Partii „Zgoda”. 
Żonaty, ma dwie córki.

## Odznaczenia
- Medal Rady Bałtyckiej – 2010[4]